# Austrelatus noiadi
Austrelatus noiadi (лат.) — вид жуков-плавунцов рода Austrelatus из подсемейства Copelatinae (Dytiscidae). Новая Гвинея. Видовое название A. noiadi происходит от Noiadi Village, где собрана типовая серия.

## Распространение
Встречается в Индонезии на острове Новая Гвинея (провинция Папуа, округ Мамберамо-Рая, деревня Ноиади, на высоте 150—200 м).

## Описание
Мелкие жуки-плавунцы, длина 7,9 мм. Представителей можно отличить от близких видов по следующей комбинации признаков:
передний коготок передней лапки самца толще субапикально и чуть сильнее изогнут вниз, чем задний, в связи с чем имеет медианную насечку на внутреннем крае. Медианная доля: левая доля дорсального склерита с более короткой, более округлой вершиной. Надкрылья буровато-чёрные в основной 1/2 и желтовато-красные между бороздками в вершинной 1/2 и латерально, с узкой, слабой, красноватой базальной полосой; голова красновато-коричневая, бока пронотума красноватые. Щитик красноватый. Антенны, другие головные придатки, передние и средние ноги красноватые, задние ноги темнее, все ноги дистально темнее. Надкрылья с 11+1 бороздками.